# Acrosemia molpina
Acrosemia molpina är en fjärilsart som beskrevs av William Schaus 1901. Acrosemia molpina ingår i släktet Acrosemia och familjen mätare. Inga underarter finns listade i Catalogue of Life.